# Bombardier Transportation
Alstom of the Americas (ранее — Bombardier Transportation) — подразделение французской компании Alstom по выпуску железнодорожной техники. Одна из крупнейших в мире компаний в области производства и обслуживания железнодорожных транспортных средств и оборудования. Головной офис в Монреале, сеть региональных отделений по всему миру, включающая 60 производственных и инженерных подразделений в 27 странах мира.
Alstom of the Americas производит железнодорожные локомотивы и пассажирские вагоны, тележки, двигатели и средства управления.
С 9 декабря 2015 года Президентом и главным операционным директором Bombardier Transportation является Лоран Троже (фр. Laurent Troger).
29 января 2021 года компания Bombardier Transportation была выкуплена Alstom.

## История

### XX век
В железнодорожный бизнес компания Bombardier вошла в 1970 году, приобретя австрийского производителя мотороллеров и трамваев Lohnerwerke и её дочернюю компанию, производителя двигателей Lohner-Rotax. Нефтяной кризис 1973 года заставил Bombardier сократить производство снегоходов вдвое. Было решено использовать избыточные производственные мощности и ноу-хау компании для производства подвижного состава. Уже в следующем 1974 году Bombardier Transportation получило от агентства общественного транспорта Société de transport de Montréal (STM) свой первый заказ на производство 423 единиц подвижного состава для строящегося метрополитена в Монреале. Ядро транспортной группы было сформировано в 1976 году после покупки производителя локомотивов и дизельных двигателей MLW WorthingtonLtd.
В 1982 году Bombardier получает заказ на сумму в $1 млрд долларов на поставку 825 единиц подвижного состава для Управления транспорта Нью-Йорка, став североамериканским лидером в этой отрасли. В 1987 году Bombardier купил активы американских производителей вагонов Budd Company и Pullman-Standard Car Manufacturing Company. Во второй половине 1980-х годов Bombardier Transportation укрепила свои позиции в Европе, приобретя в 1986 году 45 % бельгийской компании BN Constructions Ferroviaires et Métalliques и в 1989 году французскую ANF Industrie. В 1988 году MLW WorthingtonLtd. был продан General Electric, которая прекратила работу в Канаде в 1993 году.
В 1990 году приобретена британская компания Procor Engineering Ltd., позднее переименованная в Bombardier Prorail (закрыта в 2005 году). В 1991 году была сформирована группа Bombardier Eurorail, объединившая европейские дочерние общества компании; BN, ANF-Industrie, Prorail и Bombardier Wien Schienenfahrzeuge (BWS, бывшая Lohner-Werke). В 1992 году группа приобрела у правительства Онтарио канадского производителя подвижного состава Urban Transportation Development Corporation (UTDC) и выкупила у мексиканского правительства крупнейшего в Мексике производителя железнодорожного подвижного состава Concarril.
В 1995 году была приобретена германская компания Waggonfabrik Talbot, что позволило усилить позиции Bombardier в Европе, крупнейшем в мире рынке железнодорожного подвижного состава. В 1998 году группа купила ведущего производителя железнодорожного оборудования бывшей Восточной Германии Deutsche Waggonbau AG (DWA), включая шесть заводов в Германии, её дочернюю швейцарскую компанию Ateliers de Constructions Mécaniques и подразделение в Чехии.

### XXI век
В 2001 году Bombardier Transportation выкупила у DaimlerChrysler крупного международного производителя оборудования для железнодорожного транспорта Adtranz, став лидером в Западной Европе по производству и обслуживанию железнодорожного оборудования. Через год Bombardier переводит свою штаб-квартиру транспортного подразделения из Монреаля (Канада) в Берлин (Германия), желая усилить позиции на европейском рынке оборудования для железнодорожного транспорта, крупнейшем в мире. Присоединение было одобрено комиссией ЕС по конкуренции при выполнении ряда условий, в том числе выходе Bombardier из совместного предприятия Adtranz/Stadler Stadler Pankow GmbH (продано Stadler Rail), сохранении Kiepe Electric в качестве поставщика и ELIN в качестве партнёра в течение нескольких лет после сделки. Присоединение Adtranz сделало Bombardier производителем локомотивов наряду с существующими линейками грузовых вагонов, многоцелевых поездов и трамваев, а также вывело группу в бизнес по производству электрических двигателей.
После приобретения Adtranz в 2001 году Bombardier Transportation сделала основной упор в своей стратегию на Европу, сохранив несколько заводами в Северной Америке для более мелкого североамериканского рынка:
- производство вагонных тележек было сосредоточено в Зигене (Германия), Дерби (Англия) и на бывшем заводе ANF в Креспене (Франция);
- производство кузовов вагонов было сосредоточено в Баутцене и Гёрлице (Германия), Кальмаре (Швеция, завод был куплен в 2001 году и закрыт в 2005), Дерби и Брюгге (Бельгия);
- для окончательной сборки были выбраны заводы в Аахене и Хеннигсдорфе (Германия), Амадоре (Португалия), Дерби, Креспене, Брюгге, Кальмаре и Праттельне (Швейцария).

Кроме того, ряд заводов будет иметь специализированные производственные роли, в том числе, в Ческа-Липа (Чехия) и Вроцлаве (Польша), которые стали поставлщиками деталей и сварных конструкций, заводы в Вене (Австрия) и Баутцене, которые стали специализироваться на производстве лёгких железнодорожных транспортных средств (LRV), в то время как двухэтажные поезда для немецкого рынка было решено изготавливать в Гёрлице. Другие заводы были полностью или частично закрыты.
В 2004 году из-за избытка мощностей по производству пассажирских поездов Bombardier объявил о программе реструктуризации, которая привела к закрытию нескольких заводов; в том числе, был закрыт участок производства тележек в Дерби и Уэйкфилде, объект технического обслуживания в Донкастере; заводы в Праттельне, Кальмаре, Амадоре, Галле и Фечау.
В конце 2012 года Bombardier объявил о закрытии завода в Аахене и сокращении численности рабочей силы транспортного подразделения на 1200 человек.
В 2014 году компания получила два крупных заказа: на 365 вагонов для Bay Area Rapid Transit (BART) и контракт на сумму 1,3 млрд фунтов стерлингов с корпорацией Transport for London на поставку 65 поездов Aventra для Crossrail и строительство ремонтного депо в Олд-Оук Коммон.
В январе 2014 года правительство Венгрии национализировало убыточное и малоиспользуемое подразделение Bombardier в Дунакеси, приобретя 64,9 % акций за $7,8 млн. В мае 2014 года Bombardier купила 100 % акций Rail Signaling Service (RSS), австралийской компании, специализирующейся на проектировании и построении решений для передачи железнодорожных сообщений. В декабре 2015 года был закрыт завод RSS в Мэриборо.
В мае 2015 года материнская компания Bombardier Inc. объявила, что намерена выделить Bombardier Transportation в качестве отдельной публично торгуемой компании, сохраняя при этом контроль в качестве мажоритарного акционера. Лутц Бертлинг, президент и главный исполнительный директор Bombardier Transportation, заявил, что благодаря этому решения компания станет более гибкой в своей финансовой политике, а также потенциальных приобретениях, что должно позволить ей лучше подготовиться к ожидаемому выходу на европейский рынок китайской компании CRRC. IPO планировалось на конец 2015 года. В конце 2015 года государственный инвестор Caisse de dépôt et placement du Québec (CDPQ) приобр`л долю в Bombardier Transportation за $1,5 млрд. Инвестиции, первоначально представляющие 30 % акций, оцениваются в $5 млрд. Продажа частично потребовалась для продолжения финансирования программы C-Series со стороны материнской компании, потерявшей в 2015 году $4,6 млрд.
В конце 2015 года Национальная железнодорожная компания Бельгии заключила с консорциумом Bombardier/Alstom крупный контракт на сумму €3,3 млрд на поставку 1362 двухэтажных пассажирских вагонов M7, на долю Bombardier пришлось около €2,1 млрд.
В августе 2016 года Bombardier открыл производственный участок площадью 6000 м² в Йоханнесбурге (ЮАР), специализирующийся на производстве электрического тягового оборудования (Mitrac).
В декабре 2016 года, ссылаясь на «сложное рыночное положение», Bombardier объявило о намерении провести «стратегическую перестройку», в рамках которой, как ожидается, будут сокращены до 2500 рабочих мест.

### Продажа компании
В январе 2021 года компания Bombardier Transportation была приобретена компанией Alstom за €4,4 млрд. В настоящий момент работает под названием Alstom of the Americas как подразделение французской компании.